# Loggia dei Lanzi
Loggia dei Lanzi, imenovana tudi Loggia della Signoria, je stavba na vogalu Piazza della Signoria v Firencah v Italiji, ki meji na galerijo Uffizi. Sestavljena je iz širokih lokov, odprtih na ulico. Loki so oprti na gručaste pilastre s korintskimi kapiteli. Veliki loki so tako privabili Firenčane, da je menda Michelangelo predlagal, da jih je treba nadaljevati po vsej Piazza della Signoria. 
Včasih napačno označena kot 'Loggia dell' Orcagna , ker so nekoč mislil, da jo je ta umetnik oblikoval, sta med letoma 1376 in 1382 zgradila Benci di Cione in Simone di Francesco Talenti , po projektu Jacopa di Sioneja, da bi se zbirali na ljudski skupščini in imeli javne obrede. Simone Talenti je znan tudi po prispevku k cerkvam Orsanmichele in San Carlo.
Živahna konstrukcija lože je v močnem nasprotju s strogo arhitekturo Palazzo Vecchio. Učinkovita je galerija kipov antične in renesančne umetnosti na prostem.
Ime Loggia dei Lanzi sega v vladavino velikega vojvode Cosima I., ko je bila uporabljena hiša njegovih mogočnih vojakov (v italijanščini: Lanzichenecchi iz Lanzi) ali nemških plačancev. Po izgradnji Uffizi na hrbtni strani Loggie je Bernardo Buontalenti modificiral streho lože, ki je postala terasa, s katere so medičejski knezi lahko gledali slovesnosti na trgu.

## Opis

### Arhitektura
Na fasadi lože, pod parapetom, so trilisti z alegoričnimi figurami štirih glavnih kreposti (srčnost, zmernost, pravičnost in razumnost), ki jih je izdelal Agnolo Gaddi. Njihovo modro emajlirano ozadje je delo Leonarda, meniha, medtem ko je zlate zvezde poslikal Lorenzo de Bicci. Obok, sestavljen iz polkrogov, je izdelal Florentinec Antonio de 'Pucci. Na stopnicah Loggie so medičejska leva; dva Marzoccosa, marmorna kipa levov, heraldična simbola Firenc; ta na desni je iz rimskih časov, levega pa je izklesal Flaminio Vacca leta 1598. Prvotno je bil postavljen v Villa Medici v Rimu, vendar je našel končno mesto v loži leta 1789. 
Ob strani Loggie je od leta 1750 latinski napis, ki spominja na spremembo florentinskega koledarja leta 1749, da bi ga uskladili z rimskim koledarjem. Florentinski koledar se je začel 25. marca namesto 1. januarja. V drugem napisu iz leta 1893 so zapisani Florentinci, ki so se izkazali med aneksijo Milana (1865), Benetk (1866) in Rima (1871) v kraljevino Italijo.
| Fasada trilistov s štirimi glavnimi krepostmi | Fasada trilistov s štirimi glavnimi krepostmi | Fasada trilistov s štirimi glavnimi krepostmi | Fasada trilistov s štirimi glavnimi krepostmi |
| --------------------------------------------- | --------------------------------------------- | --------------------------------------------- | --------------------------------------------- |
|                                               |                                               |                                               |                                               |
| srčnost                                       | zmernost                                      | pravičnost                                    | razumnost                                     |

### Kipi
Pod obokom na skrajni levi je bronast kip Perzeja Benvenuta Cellinija . Prikazuje mitološkega grškega junaka, ki drži svoj meč v desni in odsekano glavo Meduze v levi. Dobro proporcionalno mišičasto telo Perzeja stoji na desni nogi. Perzej razmišlja in se mu zdi, da ga je prestrašilo njegovo dejanje. Kri teče iz glave in vratu mrtve Meduze. Bogato okrašen marmornat podstavek, tudi Cellinijev, prikazuje štiri graciozne bronaste kipce Jupitra, Merkurja, Minervo in Danao. Bas-relief na podstavku, ki predstavlja Perzeja, ki osvobaja Andromedo, je kopija tistega iz Bargella.
Benvenuto Cellini je delal skoraj deset let na tem bronastem kipu (1545-1554). Njegovo oblikovanje iz voska je takoj potrdil Cosimo I. Medičejski. Spoznal je številne težave, ki so ga, sledeč njegovi avtobiografiji, skoraj pripeljale v smrt. Ulivanje tega bronastega kipa je bilo večkrat neuspešno. Pri ponovnem poskusu se je talilna peč pregrela in pokvarila litje brona. Cellini je naročil, da se peč napolni z njegovim gospodinjskim pohištvom in nazadnje s približno 200 kosi kositrne posode in krožnikov ter loncev in ponv. To je povzročilo, da je bron ponovno tekel. Ko se je bron ohladil, je bil kip dokončan, razen treh prstov na desni nogi. Ti so bili dodani pozneje.
Na skrajni desni je manieristična skupina Ugrabitev Sabink flamskega umetnika Jeana de Boulogna, bolj znanega po italijanskem imenu Giambologna. To impresivno delo je bilo izdelano iz enega nepopolnega bloka belega marmorja, največjega bloka, ki je bil kdaj prepeljan v Firence. Model goccia je zdaj v Galleria dell'Accademia. Giambologna si je želel ustvariti kompozicijo figura serpentina, navzgor usmerjeno spiralno gibanje, ki ga je treba gledati z vseh strani. To je prva skupina, ki predstavlja več kot eno figuro v evropski kiparski zgodovini, ki jo je treba gledati brez prevladujočega stojišča. Enako se lahko občuduje z vseh strani. Marmorni podstavek, ki ga je prav tako izdelal Giambologna, predstavlja bronast bas-relief z isto temo. Ta marmorna in bronasta skupina je v loži od leta 1583.
V bližini je malo manj slaven Giambolognov marmornat kip Herkul tepe kentavra Nessa (1599) in bil sem postavljen leta 1841 iz Canto de' Carnesecchi. S pomočjo Pietra Francaville je bil izdelan iz enega bloka belega marmorja.
Skupina Menelaj podpira Patroklovo telo, odkrita v Rimu, je prvotno stala na južnem koncu Ponte Vecchia. Obstaja še ena različica tega zelo obnovljenega rimskega marmorja v palači Pitti. To je antični rimski kip iz Flavijeve dobe, kopiran iz originala helenističnega Pergamona sredi 3. stoletja pred našim štetjem. Ta marmorna skupina je bila odkrita v Rimu. Prestala je obnovo Ludovica Salvettija, bila je za model Pietra Tacca (1640) in Stefana Riccija (približno 1830).
Skupina Ugrabitev Poliksene je lepa diagonalna skulptura Pio Fedija iz leta 1865.
Na hrbtni strani lože je pet marmornih ženskih kipov (tri so označene kot Matidia, Marciana in Agrippina Minor), Sabinke in kip barbarskega zapornika Thusnelda iz rimskih časov iz obdobja Trajana do Hadrijana. Odkrili so jih v Rimu leta 1541. Kipi so bili v vili Medici v Rimu od leta 1584 in jih leta 1789 prinesel Pietro Leopoldo. Vsi so pomembno, sodobno obnovljeni.
Feldherrnhalle v Münchnu, ki jo je naročil kralj Ludvik I. Bavarski v čast tradicije njegove vojske, je bila zasnovana po Loggia dei Lanzi.